# ジョアン・デ・バロス
ジョアン・デ・バロス（João de Barros、ポルトガル語発音: [ʒuˈɐ̃w̃ dɨ ˈbaʁuʃ]、1496年 – 1570年10月20日）は、「ポルトガルのリウィウス」とも呼ばれるポルトガル最初の偉大な歴史家のひとりであり、インド、アジア、東南アフリカのポルトガル人の歴史を記した著書『アジア史』によって最もよく知られる。

## 早年
バロスはポルトガル王マヌエル1世の宮廷で教育を受け、20歳あまりのときに騎士道物語『皇帝クラリムンド年代記』を書いた。この書物はジョアン王子（のちのジョアン3世）の援助を得たといわれる。
即位したジョアン3世はバロスにサン・ジョルジェ・ダ・ミナ城のカピタン・モールの地位を与えた。バロスは1524年に就任した。1525年、バロスはインド庁（カザ・ダ・インディア）の会計官(tesoureiro)の職を獲得し、1528年までその地位にあった。
1530年に腺ペストの流行を避けてリスボンからポンバル近くの故郷へと逃がれ、そこで教訓的な対話篇『Rhopica Pneuma』を完成した。この書物はフアン・ルイス・ビベスに賞賛された。1532年にリスボンに戻ると、王はバロスをインド庁の代弁人(feitor)の役につけた。この職務はリスボンがヨーロッパの東方貿易の中心だった当時においては責任が大きく重要性が高かった。バロスは勤勉で、当時にあっては珍しく清廉に職務を遂行し、優れた管理者としての手腕を見せた。前任者たちがその地位を利用して蓄財するのが常だったのに対して、バロスはほとんど利益を得なかった。

## 失敗したブラジルのカピタニアと難破
当時ジョアン3世はブラジルへの入植を促進するために植民地をカピタニア（特別自治区）に分け、バロスにはマラニョンのカピタニアを与えた。バロスは2人の協力者とともに10隻からなる艦隊を準備し、各船に900人をのせ、1539年に出帆した。
水先人の知識の不足によって艦隊の船はすべてが難破し、その結果バロスは重大な損失を被ることになった。善意のしるしとして、バロスは探検中に死亡した人々の負債を支払った。

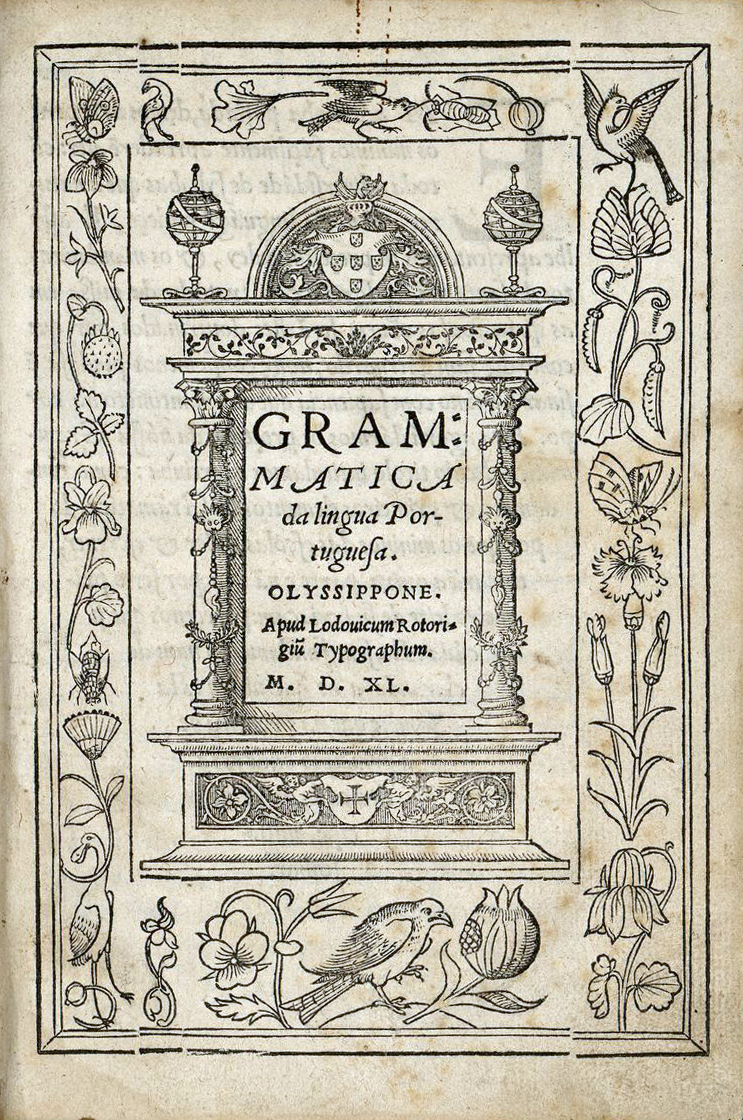
バロス『ポルトガル語文法』(1540)扉

この時期にも余暇を見つけては研究を続け、ブラジルでの災難の少し後にインドでのポルトガル人の歴史である『アジア史』(Décadas da Ásia) を書くことを提案し、王は承認した。バロスはただちに著述を開始した。そのほかに1539年以降、第1巻が公刊される前に2種類のポルトガル語文法書および数冊の対話篇を出版した。バロスの文法書はフェルナン・デ・オリヴェイラのもの（1536年）の次に古いポルトガル語文法書だった。

## アジア史
『アジア史』の第1編は1552年に現れ、反響がきわめて高かったために、王はただちにマヌエル1世の年代記を書くことをバロスに命じたほどだった。しかしバロスはさまざまな職務についていたためにその任務を引きうけられず、かわりにダミアン・デ・ゴイスによって書かれた。『アジア史』の第2編は1553年、第3編は1563年に出版されたが、第4編は未完成で残され、バロスの没後かなりの時間を経た1615年にようやく出版された。
『アジア史』はインドとアジアにおけるポルトガル人の早期の歴史が記されており、東洋の歴史学者や地理学者、およびポルトガル人による記録に関して注意深く研究がなされている。この書物は明晰な説明と秩序のある配列を特色とする。また記事は生き生きとしており、たとえばヴィアンタナ王がポルトガルの駐マラッカ大使らを煮殺してその死体を犬に与えたことを記している。
ディオゴ・デ・コウトは『アジア史』の続編9編を書いた。1778年から1788年にかけてリスボンで14編をまとめて『Da Asia de João de Barros, dos feitos que os Portuguezes fizeram no descubrimento e conquista dos mares e terras do Oriente』として新版が出版された。この版には歴史学者マノエル・セヴェリム・デ・ファリアによるバロスの生涯と全巻の詳細な索引が附属する。
日本語訳：ジョアン・デ・バロス 著、池上岑夫; 生田滋 訳『アジア史』岩波書店〈大航海時代叢書第II期〉、1980-1981。（2冊）

## 晩年
1568年1月にバロスはインド庁から退職した。セバスティアン1世からフィダルゴ（貴族）の地位を授かり、恩給およびその他の金銭的報酬を受けた。1570年10月20日に没した。

## 著作
- (1520) 『皇帝クラリムンド年代記』 Chronica do Emperador Clarimundo, donde os Reys de Portugal descendem, tirada da linguagem ungara em a nossa portugueza.. Coimbra: João da Barreira.
- (1532) Rhopica Pneuma, ou mercadoria espiritual. Lisbon
- (1539) 『ポルトガル語文法』 Cartinha para aprender a ler, Lisbon: L. Rodrigues.
- (1540)  『ポルトガル語文法』Grammatica da lingua portuguesa, Lisbon:L. Rodrigues.
- (1540) Dialogo da viciosa vergonha, Lisbon: L. Rodrigues.
- (1540) Dialogo de preceitos moraes com pratica delles em modo de jogo. Lisbon: L. Rodrigues.
- (1552) 『アジア史』第1編 Primeira Década da Ásia, dos feitos que os portugueses fizeram no descobrimento dos mares e terras do Oriente, Lisbon: Germão Galherde
- (1553) 『アジア史』第2編 Segunda Década da Ásia &c. Lisbon: Germão Galherde
- (1562) 『アジア史』1・2編のAlfonso Ulloaによるイタリア語訳 l'Asia del S. Giovanni di Barros Consigliero del Christianissimo Re di Portugallo de Fatti de' Portughesi nello scropimento, e conquista de' mari, e terre di Oriente.  Venice: Vicenzo, Valgrisio
- (1563) 『アジア史』第3編 Terceira Década da Ásia &c., Lisbon: João da Barreira.
- (1615) 『アジア史』第4編 Quarta Década da Ásia &c.（ジョアン・バプティスタ・ラヴァーニャにより編集改訂） Madrid: Imprensa Real.
- (1628) 『アジア史』1-3編の新版. Lisbon: Jorge Rodrigues.
- (1777–78) Da Ásia de João de Barros e Diogo do Couto, dos feitos que os portugueses fizeram no descobrimento dos mares e terras do Oriente, Lisbon: Régia Officina Typografica. (24巻。1-8巻はバロス『アジア史』1-4編のリプリント。9巻はバロスの総合索引。10-23巻はコウトによる続編のリプリント。24巻はコウトの総合索引。 oオンライン版(pdf)